# Neosparassus pictus
Neosparassus pictus là một loài nhện trong họ Sparassidae.
Loài này thuộc chi Neosparassus. Neosparassus pictus được Ludwig Carl Christian Koch miêu tả năm 1875.